# Martine Smeets
Martine Smeets (Almelo, 1990. május 5. –) világbajnok holland válogatott kézilabdázó, balszélső. Visszavonulását megelőzően a román élvonalbeli CSM București játékosa volt.

## Pályafutása
Smeets 17 évesen kezdett kézilabdázni, az első klubja a holland E&O Emmen volt, ahol egy évet töltött. 2008-ban 2+1 évre aláírt az SV Dalfsen csapatához, de 2011-ben még 2 évvel meghosszabbította a szerződését a szintén holland csapatnál. 2013-ban Németországra szerződött, és a Thüringer HC játékosa lett. Két évvel később a szintén német Bietigheim balszélsője. 2018-ban elhagyta Németországot is, és a norvég Molde HK szerződtette. Egy év elteltével a francia Metz Handball csapatát erősítette. 2020 nyarától a román élvonalbeli CSM București játékosa.
Smeets először 2012-ben mutatkozott be a holland válogatottban. Részt vett a világ- és Európa-bajnokságokon és az olimpiai játékokon is. Eddig 108-szor hívták be a válogatottba és az ottani meccseken összesen 192 gólt ért el.

## Sikerei, díjai

### Klubcsapatokban
- Thüringer HC csapatával 
  - Bundesliga
    -  Aranyérmes (3x): 2013, 2014, 2015

  - Német-kupa
    -  Aranyérmes (1x): 2013
- SG BBM Bietigheim csapatával
  - Bundesliga
    -  Aranyérmes (1x): 2017
    - Runners up? (1x): 2018

  - EHF-kupa
    -  Aranyérmes (1x): 2017

### A válogatottban
- Olimpia:
  - 4. hely (1x): 2016
- Világbajnokság:
  -  Aranyérmes (1x): 2019
  -  Ezüstérmes (1x): 2015
  -  Bronzérmes (1x): 2017